# La Servante écarlate (film)
Pour les articles homonymes, voir The Handmaid's Tale.
Cet article concerne le film de Volker Schlöndorff. Pour le roman de Margaret Atwood, voir La Servante écarlate. Pour la série télévisée, voir The Handmaid's Tale : La Servante écarlate.
Pour plus de détails, voir Fiche technique et Distribution.
La Servante écarlate (The Handmaid's Tale) est un film américano-allemand, réalisé par Volker Schlöndorff, sorti en 1990. Il s'agit d'une adaptation du roman de Margaret Atwood.

## Synopsis
États-Unis, fin du XXe siècle. Un mouvement totalitaire dirige le pays, et la pollution et les accidents nucléaires ont rendu la plupart des femmes stériles. Les femmes encore fécondes sont placées comme reproductrices auprès des chefs de la nation, les « commodores ». Kate (Natasha Richardson), qui voulait s'enfuir, est enlevée à sa famille pour servir de reproductrice au commodore Fred (Robert Duvall).

## Fiche technique
Sauf indication contraire, les informations mentionnées dans cette section peuvent être confirmées par la base de données cinématographiques IMDb,  présente dans la section « Liens externes ».
- Titre : La Servante écarlate
- Titre original : The Handmaid's Tale
- Réalisation : Volker Schlöndorff
- Scénario : Harold Pinter, d'après le roman éponyme de Margaret Atwood
- Casting : Pat Golden
- Direction artistique : Gregory Melton
- Décors : Jan Pascale
- Costumes : Colleen Atwood
- Musique : Ryūichi Sakamoto
- Photographie : Igor Luther
- Production : Daniel Wilson
- Société de production : Bioskop Film, Cinecom Entertainment Group, Cinétudes Films, Daniel Wilson Productions Inc., Master Partners, Odyssey
- Société de distribution : AMLF, Cinecom Pictures, Home Box Office Home Video (HBO), Image Entertainment, Kinowelt Home Entertainment, MGM/UA Home Entertainment, Phillips, Shout! Factory
- Pays d'origine :  États-Unis,  Allemagne
- Langue : Anglais
- Format : Couleurs - 1,66:1 - Dolby Digital - 35 mm
- Genre : Drame, romance, science-fiction, thriller
- Durée : 109 minutes (1 h 49)
- Dates de sortie en salles : 
  -  France : 20 juin 1990
  -  États-Unis : 9 mars 1990
  -  Allemagne : 15 février 1992
- Film interdit aux moins de 12 ans lors de sortie en salles en France.

## Distribution
- Natasha Richardson (VF : Anne Deleuze) : Kate / Offred
- Faye Dunaway (VF : Evelyn Selena) : Serena Joy
- Robert Duvall (VF : Roland Ménard) : le commodore Fred, mari de Serena
- Aidan Quinn (VF : Patrick Floersheim) : Nick, le chauffeur
- Victoria Tennant (VF : Sylvie Moreau) : tante Lydia
- Elizabeth McGovern (VF : Françoise Dasque) : Moira
- Traci Lind (VF : Micky Sébastian) : Janine / Ofwarren
- Blanche Baker : Ofglen
- David Dukes (VF : Georges Berthomieu) : le gynécologue
- Muse Watson : le gardien
- Ed Grady : le vieillard
- Zoey Wilson : tante Helena
- Kathryn Doby (en) : tante Elizabeth
- Karma Ibsen Riley : tante Sara
- Reiner Schöne : Luke, le mari de Kate
- Lucia Hartpeng : Cora
- Lucile McIntyre : Rita
- J.Michael Hunter (VF : Jacques Frantz) : Prédicateur

## Musique
Sauf indication contraire ou complémentaire, les informations mentionnées dans cette section proviennent du générique de fin de l'œuvre audiovisuelle présentée ici.
- Whispering Hope par Septimus Winner (crédité Alice Hawthorne).
- Shall We Gather at the River? de Robert Lowry (en).
- Old Hundredth (Praise God From Whom All Blessings Flow) (en) de Loys Bourgeois.
- Someday (You'll Want Me to Want You) (en) par The Mills Brothers.
- I Don't Know Enough About You par The Mills Brothers.
- Little Girl Blue de Richard Rodgers et Lorenz Hart.
- The Most Beautiful Girl in the World (en) de Richard Rodgers et Lorenz Hart.
- Johnny Come Home (en) par Fine Young Cannibals.
- Tongue Dance par Les Rita Mitsouko.
- Crazy par Patsy Cline.
- Save a Soul in Every Town par The Christians.
- Bereavement de Gerhard Narholz (de) (crédité Otto Sieben).
- Amazing Grace par Laura Baxter.

### Bande originale
La bande originale du film est de Ryūichi Sakamoto.

## Distinctions
- Entre 1990 et 1991, La Servante écarlate a été sélectionné deux fois dans diverses catégories et a remporté une récompense[2].

### Récompenses et nominations
| Année | Cérémonie          | Prix                                                                | Lauréat              |
| ----- | ------------------ | ------------------------------------------------------------------- | -------------------- |
| 1990  | Berlinale          | Nomination à Ours d'or du meilleur film                             | Volker Schlöndorff   |
| 1991  | GLAAD Media Awards | Lauréat du GLAAD Media Award du film exceptionnel - large diffusion | La Servante écarlate |

### Sources et bibliographie
- (en) Margaret Atwood, La Servante écarlate, Robert Laffont, 1985, 518 p.  (ISBN 978-2221103760)